# 双子都市
双子都市（ふたごとし、英: twin cities）は、地理的に近接した2つの都市で、双方の都市の成長により一体的な都市圏を形成するに至ったもののことである。
ドナウ川沿いのブダペスト、ミシシッピ川沿いのミネアポリスとセントポール、川の対岸に位置する2つの都市が成長して単一の都市圏を形成する例が代表的である。
アメリカ合衆国で「ツイン・シティーズ」（Twin cities）という場合には、特にミネアポリス・セントポールを指すことがある。また、イギリスなどでは、年の上下関係がある「姉妹」という語を避けて、姉妹都市のことを双子都市 (twin cities) と呼ぶ。

## 双子都市の例

### 日本国外
- 香港と深圳（中華人民共和国）
- マカオと珠海（中華人民共和国）
- 広州と仏山（中華人民共和国）
- 台北と新北（中華民国）
- 仁川と富川（大韓民国）
- 天安と牙山（大韓民国）
- ジョホールバルとシンガポール（マレーシアとシンガポール）
- ハイデラバードとセカンダラバード（インド）
- イスラマバードとラーワルピンディー（パキスタン）
- シバームとコーカバン（イエメン）
- キンシャサ（コンゴ民主共和国）とブラザヴィル（コンゴ共和国） - コンゴ川を挟んで違う国の首都同士が隣接する唯一の例。互いに活発な経済活動で強く結びついており、国を跨いで一体的な都市圏を構成している。
- ミネアポリスとセントポール（アメリカ合衆国）
- カンザスシティ（ミズーリ州カンザスシティとカンザス州カンザスシティ）（アメリカ合衆国）
- サンディエゴとティフアナ（アメリカ合衆国とメキシコ）
- エルパソとシアダー・フアレス（アメリカ合衆国とメキシコ）
- ラレドとヌエボ・ラレド（アメリカ合衆国とメキシコ） - 上記3つの例は米墨双子都市の代表的なもの。特に後者2つはリオ・グランデ川を挟んで対峙する。
- オタワ（オンタリオ州）とガティノー（ケベック州）（カナダ）
- サンタ・クルス・デ・テネリフェとサン・クリストバル・デ・ラ・ラグーナ（スペイン）
- マンハイムとルートヴィヒスハーフェン・アム・ライン（ドイツ）

### 日本国内
- 千歳市と恵庭市（ともに北海道） - 千歳都市圏を形成
- 青森市（青森県）と函館市（北海道） - 津軽海峡を隔てながらも古くから人や物の交流が盛んで両市の間で「ツインシティ（双子都市）」の盟約を締結している。
- 北上市と花巻市（ともに岩手県） - 北上都市圏（北上・花巻都市圏）を形成
- 仙台市（宮城県）と山形市（山形県） - 奥羽山脈を隔てながらも人や物の交流が盛んで、仙台・やまがた交流連携促進会議が定期的に行われている。
- 酒田市と鶴岡市（ともに山形県） - 庄内地方の中核となる二つの都市[1]
- 郡山市と須賀川市（ともに福島県） - 郡山都市圏を形成
- 水戸市とひたちなか市（ともに茨城県） - 水戸都市圏（水戸・勝田都市圏）を形成
- つくば市と土浦市（ともに茨城県） - つくば都市圏（つくば・土浦都市圏）を形成
- 神栖市と鹿嶋市（ともに茨城県） - 鹿島港を共有し、神栖都市圏を形成
- 結城市（茨城県）と小山市（栃木県） - 小山都市圏を形成
- 那須塩原市と大田原市（ともに栃木県） - 那須塩原都市圏を形成
- 前橋市と高崎市（ともに群馬県） - 前橋都市圏を形成しており、両市の連携事業を「双翼興県」と命名
- 相模原市（神奈川県）と町田市（東京都） - 境川を境界として市域を接する。都県境を越えての合併構想がある。
- 燕市と三条市（ともに新潟県） - 三条都市圏を形成
- 金沢市と白山市（ともに石川県） - 金沢都市圏を形成
- 岡谷市と諏訪市（ともに長野県） - 両市とも諏訪湖に面しており、諏訪都市圏を形成
- 松本市と塩尻市（ともに長野県） - 松本空港が両市にまたがり、松本都市圏を形成
- 沼津市と三島市（ともに静岡県） - 沼津都市圏（沼津・三島都市圏）を形成
- 富士市と富士宮市（ともに静岡県） - 富士都市圏を形成
- 高山市と飛騨市（ともに岐阜県） - 高山都市圏を形成
- 豊橋市と豊川市（ともに愛知県） - 豊川を境界に市域を接しており、豊橋都市圏を形成
- 四日市市と鈴鹿市（ともに三重県） - 四日市都市圏を形成
- 伊賀市と名張市（ともに三重県） - 伊賀都市圏を形成
- 甲賀市と湖南市（ともに滋賀県） - 平成の大合併前は何れも甲賀郡に所属していた町であり、甲賀都市圏を形成
- 京都市（京都府）と大津市（滋賀県） - 京都都市圏を形成
- 福知山市と綾部市（ともに京都府） - 福知山都市圏を形成
- 岡山市と倉敷市（ともに岡山県） - 岡山都市圏を形成
- 岩国市（山口県）と大竹市（広島県） - 岩国都市圏を形成
- 山口市と防府市（ともに山口県） - 山口・防府広域都市圏を形成
- 宇部市と山陽小野田市（ともに山口県） - 宇部都市圏を形成
- 新居浜市と西条市（ともに愛媛県） - 新居浜・西条圏を形成
- 北九州市（福岡県）と下関市（山口県） - 関門都市圏を形成
- 鳥栖市（佐賀県）と久留米市（福岡県） - 筑後川を境界として市域を接する。
- 大牟田市（福岡県）と荒尾市（熊本県） - 大牟田都市圏（大牟田・荒尾都市圏）を形成
- 大分市と別府市（ともに大分県） - 大分都市圏（別大都市圏）を形成
- 延岡市と日向市（ともに宮崎県） - 延岡都市圏（延岡・日向都市圏）を形成。

### 双子都市が単一の行政区域となった例
日本国外
- 旧昌原市と旧馬山市（大韓民国）- 2010年に鎮海市と共に合併して新・昌原市となった
- ブダとペシュト（ハンガリー）- 1873年に合併してブダペストとなった
- ベオグラードとゼムン - 第一次世界大戦によって1918年にゼムンがオーストリア・ハンガリー帝国からセルビアの統治下となったことによって一体化した
- ウィンストン・セーラム - アメリカ合衆国ノースカロライナ州の都市。ウィンストンとセーラムが1913年に合併。

日本国内
- 名古屋市と熱田町（ともに愛知県） - 1907年に名古屋市が熱田町を編入
- 旧新潟市と旧沼垂町（ともに新潟県） - 1914年に合併して新・新潟市となった
- 旧多治見町と旧豊岡町 - 1934年に合併して多治見市となった
- 旧館山町と旧北条町（ともに千葉県）- 1937年に合併して館山北条町となり、1939年に館山市となった
- 旧飯田町と旧上飯田町（ともに長野県） - 1937年に合併して飯田市となった
- 旧桑名町と旧西桑名町（ともに三重県） - 1937年に合併して新・桑名町になり、同年に桑名市となった
- 旧岐阜市と旧加納町（ともに岐阜県）- 1940年に合併して新・岐阜市となった
- 旧見付町と旧中泉町（ともに静岡県） - 1940年に他2村と合併して磐田町となり、1948年に磐田市となった
- 旧宇野町と旧日比町（ともに岡山県） - 1940年に合併して玉野市となった
- 旧岩国町と旧麻里布町（ともに山口県） - 1940年に他2村と合併して岩国市となった
- 旧益田町と旧吉田町（ともに島根県）- 1941年に合併して石見町から新・益田町となり、1952年に益田市となった
- 旧舞鶴市（西舞鶴）と東舞鶴市（ともに京都府） - 1943年に合併して新・舞鶴市となった
- 旧伊田町と旧後藤寺町（ともに福岡県）- 1943年に合併して田川市となった
- 旧日下部町と加納岩町（ともに山梨県）- 1954年に他6村と対等合併して、山梨市となった
- 旧双三郡の十日市町と三次町（ともに広島県）- 1954年に他6村と対等合併して、三次市となった。
- 旧那覇市と首里市（ともにアメリカ合衆国施政下の琉球、現在の沖縄県） - 1954年に小禄村と共に合併して那覇市となった。
- 旧富士市と旧吉原市 （ともに静岡県） - 1966年に鷹岡町と合併して新・富士市となった
- 旧高田市と旧直江津市 （ともに新潟県） - 1971年に合併して上越市となった
- 旧浦和市と旧大宮市（ともに埼玉県） - 2001年に与野市と共に合併してさいたま市となった
- 旧潮来町と旧牛堀町（ともに茨城県） - 2001年に合併して潮来市となった
- 旧静岡市と旧清水市（ともに静岡県） - 2003年に合併して新・静岡市となった
- 旧世羅町と旧甲山町（ともに広島県） - 2004年に世羅西町と共に合併して新・世羅町となった
- 旧川之江市と旧伊予三島市（ともに愛媛県） - 2004年に新宮村・土居町と共に合併して四国中央市となった
- 旧黒磯市と旧西那須野町（ともに栃木県） - 2005年に塩原町と共に合併して那須塩原市となった
- 旧豊科町と旧穂高町（ともに長野県） - 2005年に明科町・三郷村・堀金村と共に合併して安曇野市となった
- 旧一宮市と旧尾西市（ともに愛知県） - 2005年に木曽川町と共に合併し新・一宮市となった
- 旧徳山市と旧新南陽市（ともに山口県） - 1944年に徳山市、富田町、福川町は櫛浜町、大津島村、夜市村、戸田村、湯野村と共に合併して新・徳山市となるが、1949年に富田町、福川町が再独立。2003年に熊毛町・鹿野町と共に再合併して周南市となった
- 旧山口市と旧小郡町（ともに山口県） - 1944年に大歳村、平川村、秋穂二島村、名田島村、陶村、嘉川村、阿知須町、佐山村と共に合併して新・山口市となるが、1949年に再独立。2005年に秋穂町、阿知須町、徳地町と共に再合併して新・山口市となった
- 旧内子町と旧五十崎町（ともに愛媛県） - 2004年に小田町と共に合併して新・内子町となった
- 旧柳川市と旧三橋町（ともに福岡県） - 2005年に大和町と共に合併して新・柳川市となった
- 旧松橋町と旧不知火町（ともに熊本県） - 2005年に他3町と合併して宇城市となった
- 旧国分市と旧隼人町（ともに鹿児島県） - 2005年に溝辺町・横川町・牧園町・霧島町・福山町と共に合併して霧島市となった
- 旧社町と旧滝野町（ともに兵庫県） - 2006年に東条町と共に合併して加東市となった
- 旧津市と旧久居市（ともに三重県） - 2006年に他の8町村と合併して新・津市となった

- 中世における博多と福岡（ともに福岡県） - 明治時代に福岡市となった
- 中世における宇治と山田（ともに三重県） - 明治時代に宇治山田町となった（現在の伊勢市）